# Hydata spilosata
Hydata spilosata là một loài bướm đêm trong họ Geometridae.